# Мюллер, Генрих (анатом)
Генрих Мюллер (нем. Heinrich Müller; 17 декабря 1820, Кастелль, — 10 мая 1864, Вюрцбург) — немецкий анатом.

## Биография
Учился в Мюнхене, Фрайбурге, Гейдельберге, Вюрцбурге и Вене.
В 1847 году представил работу «Abhandlung über den Bau der Molen» и стал приват-доцентом в Вюрцбурге.
С 1849 года он посвятил себя изучению нормальной и сравнительной анатомии (до того он занимался преимущественно патологической анатомией).
В 1852 году он стал экстраординарным профессором, а в 1858 году — ординарным профессором топографической и сравнительной анатомии.
Мюллер приобрел громкую известность исследованием микроскопической анатомии глаза и в частности сетчатки — «Untersuchungen über den Bau der Retina des Menschen» (Лейпциг, 1856); кроме того Мюллер напечатал ряд статей по тому же вопросу, которые после смерти Мюллера были изданы под заглавием «Heinrich Müller’s gesammelte und hinterlassene Schriften z. Anatomie und Physiologie des Auges» (Лейпциг, 1872).
В другой важной работе, «Ueber die Enwickelung der Knochensubstanz, nebst Bemerkungen über den Baurachitischer Knochen» («Zeitschrift f. wiss. Zoologie», IX, 1858), он впервые выяснил окончательно отношение собственно кости к хрящу.
Кроме того, Мюллер напечатал ряд сравнительно анатомических исследований (над головоногими, сальпами и др.).